# Hermon Mehari
Hermon Mehari (* 1987 in Jefferson City) ist ein amerikanischer Jazzmusiker (Trompete, Komposition).

## Leben und Wirken
Mehari, dessen Eltern aus Eritrea stammen, wuchs in Jefferson City auf. Als Siebtklässler begann er auf der Thomas Jefferson Middle School Trompete zu spielen. Begeistert vom Album Kind of Blue nahm er an einem Improvisationskurs teil, der seinen Enthusiasmus weckte. In der Highschool trat er an den Wochenenden mit der Familienband eines Freundes in Mid-Missouri auf. Er studierte auf dem Konservatorium für Musik und Tanz der University of Missouri-Kansas City bei Bobby Watson und schloss 2010 mit dem Bachelor ab.
2008 war Mehari Gründungsmitglied des Fusionquintetts Diverse, mit dem er zwei Alben herausbrachte und in Europa und Nordamerika tourte; weiterhin spielte er Popmusik, Hip-Hop, R&B und Soul mit den Buhs. Ferner arbeitete er mit Jaleel Shaw, Logan Richardson, Hubert Laws, Randy Brecker, der Latinrock-Band Making Movies sowie mit John Velghe & the Prodigal Sons (Organ Donor Blues).
Seit 2014 lebt Mehari überwiegend in Frankreich, zunächst in Paris. Dort entstand im selben Jahr auch das zweite Diverse-Album Our Journey. 2017 nahm er in Kansas City sein eigenproduziertes Debütalbum Blue auf. Während der COVID-Pandemie entstand im ersten Lockdown in der französischen Region Corrèze sein zweites Album A Change for the Dreamlike (2020). Nach Produktionen mit Alessandro Lanzoni, Michelangelo Scandroglio, Sélène Saint-Aimé und Florian Arbenz erschien 2022 sein Album Asmara, das Eritrea gewidmet ist. Er ist auch auf Bobby Watsons Album Check Cashing Day zu hören.

## Preise und Auszeichnungen
Mehari war der Gewinner der Carmine Caruso International Trumpet Competition 2015 und Halbfinalist bei der Thelonious Monk Jazz Competition 2014. Er war Gewinner der National Trumpet Competiton 2008 und belegte den 2. Platz bei der International Trumpet Guild Competition 2010 in Sydney, Australien.

## Diskographische Hinweise
- Hermon Mehari, Alessandro Lanzoni: Arc Fiction (MiRR 2021)
- Arbenz ☓ Mehari / Veras: Conversation #1: Condensed (Florian Arbenz Hammer Recordings 2021)
- Asmara (Komos 2022, mit Peter Schlamp, Luca Fattorini, Gautier Garrigue sowie Faytinga)